# Womenswold
Womenswold – wieś w Anglii, w hrabstwie Kent, w dystrykcie Canterbury. Leży 10 km na południowy wschód od miasta Canterbury i 98 km na wschód od centrum Londynu.